# Bracon transbaicalicus
Bracon transbaicalicus är en stekelart som beskrevs av Telenga 1936. Bracon transbaicalicus ingår i släktet Bracon och familjen bracksteklar. Inga underarter finns listade.